# 싱크파크 타워

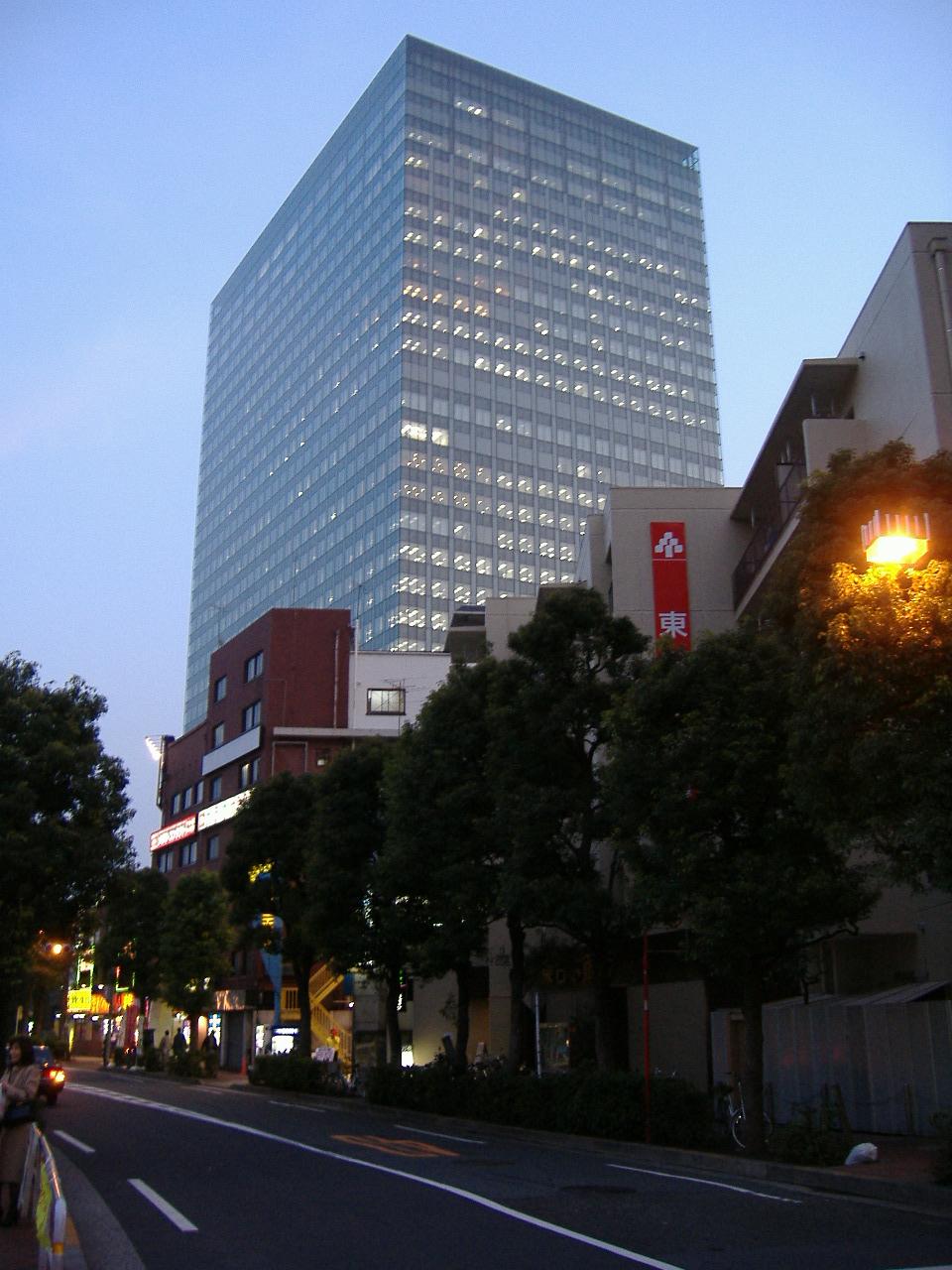
싱크파크 타워

싱크파크 타워(ThinkPark Tower, 일본어: シンクパークタワー)는 도쿄도 시나가와구 오사키에 있는 싱크파크 재개발 지역의 일부인 30층짜리 초고층 건물이다. 건물 건설은 닛켄셋케의 설계와 CIA/브랜드 아키텍트 그룹 및 닐 데나리의 추가 의견을 바탕으로 2004년에 시작되었다. 2007년에 완공되었으며, 같은 해 10월 25일 정식 개장하였다.
건물을 둘러싸고 있는 싱크파크 단지는 일본 최초의 친환경 도시화 프로젝트라는 점에서 차별화된다. 브랜드 아키텍트 그룹의 리처드 세이리니는 단지 이름을 지정하고 로고를 디자인했으며 친환경 도시주의 마케팅 전략을 고안했다. 이러한 접근 방식은 개발자가 개장 전 1년 동안 전체 임대 공간을 임대하는 데 도움이 되었다. 건물의 주요 기능은 회사, 레스토랑, 소매점 및 진료소를 위한 사무실 및 소매 공간이다.